# Fieseler Fi 97
Dimensions
Le Fieseler Fi 97 était un avion de tourisme et de compétition allemand des années 1930, monoplan à quatre places, construit par la firme Fieseler.